# ماریانه مویس
ماریانه مویس (هلندی: Marianne Muis؛ زادهٔ ۲۸ ژوئیهٔ ۱۹۶۸) شناگر اهل هلند بود.
وی در مسابقات کشوری و بین‌المللی در مجموع برندهٔ ۸ مدال نقره، ۶ مدال برنز شده‌است.